# Johan Christian Wancke
Johan Christian Wancke, född 26 februari 1810 i Stockholm, död 3 mars 1850 i Borgå, var en finländsk pianotillverkare och snickarmästare i Helsingfors och Borgå.
Under sin livstid tillverkade Wancke omkring 25 taffelpianon och minst ett kabinettpiano.

## Biografi
Wancke föddes 26 februari 1810 i Stockholm. 1826-1830 var han lärling hos instrumentmakaren Johan Eric Berglöf i Jakobs församling, Stockholm. År 1832 arbetade han som gesäll åt instrumentmakaren Olof Granfeldt i Stockholm. År 1833 arbetade han i Helsingfors. År 1836 flyttade han tillbaka till Stockholm. År 1838 flyttade han till Helsingfors igen. Han anställdes senast 1839 hos Gustava Lönnqvist (änka efter instrumentmakaren Johan Lönnqvist). Han kom att stanna där till 1844 då han flyttade till Borgå. Där fick han hantverkarprivilegium 2 december 1844. Verkstaden han drev hade två Wancke avled 3 mars 1850 i Borgå. Efter hans död fortsatte änkan produktionen under gesällen Johan Björklunds ledning.
Wancke gifte sig 1845 med Sofia Ahlstrand (född 1827).

## Bevarade instrument
- Taffelpiano. Borgå museum.
- Taffelpiano. Borgå museum.
- 5 stycken taffelpianon i privat ägo.

## Medarbetare
- Johan Björklund. Gesäll.
- Anders Richard Sandqvist. Gesäll.